# 浦和専門学校
浦和専門学校（うらわせんもんがっこう）は、埼玉県さいたま市浦和区にある専修学校。学校法人古藤学園が運営する。

## 概要
埼玉県さいたま市にある古藤学園が運営する専修学校である。専門課程のみ設置し、医療分野の鍼灸科・視能訓練士科、商業実務分野の情報IT科・情報ビジネス科・ライフデザイン科・ワークライフ科を設置している。修了すると、専門士の称号が授与される。

## 沿革
- 1941年（昭和16年）4月 - 古藤早代子が浦和市前地町に古藤洋裁研究所を開校。
- 1946年（昭和21年）- 浦和文化専門学校に改称。
- 1954年（昭和29年）- 私立学校法施行により学校法人を設立し、学校法人古藤学園浦和専門学校に改称。
- 1960年（昭和35年）- 現在の地に校舎を設立
- 1973年（昭和48年）- 現在の鉄骨コンクリート4階建の校舎を建設。
- 1985年（昭和60年）- 専修学校の認可を受ける。浦和スクールビジネス（専門学校）を設立。情報ビジネス科及び、OA秘書科を設置
- 1986年（昭和61年）- 浦和スクールオブビジネスに改称。専修学校専門課程の認可を受ける。
- 1990年（平成2年）- 浦和情報文化専門学校に改称。情報ビジネス科Ⅰ部・Ⅱ部が大学入学資格付与校に認定される。
- 2001年（平成13年）- 浦和専門学校に改称。医療専門課程鍼灸科を設置。
- 2002年（平成14年）- 中国北京中医薬大学と東洋医療教育提携の調印を行う。
- 2003年（平成15年）- 医療専門課程視能訓練士科を設置。
- 2006年（平成18年） - 専門課程医療情報科（情報IT科）を設置。
- 2020年（令和2年）- 東校舎新設。
- 2021年（令和3年）- 本校舎新設。

## 基礎データ

### 所在地

#### 本校舎
- 埼玉県さいたま市浦和区東高砂町30-8

#### 東校舎
- 埼玉県さいたま市浦和区本太1-8-16

### アクセス
- JR宇都宮線（東北本線）・高崎線・上野東京ライン・湘南新宿ライン・京浜東北線浦和駅東口徒歩4分

## 教育

### 校訓
- 誠実　協調　雄飛

### 学科
すべて専門課程である
- 鍼灸科【午前部】【午後部】【夜間部】（修業年限：3年）
- 視能訓練士科（修業年限：3年）
- 情報IT科【午前部】【午後部】（修業年限：3年）
- 情報ビジネス科【午前部】【午後部】【夜間部】（修業年限：2年）
- ライフデザイン科【午前部】【午後部】（修業年限：2年）
- ワークライフ科（修業年限：1年）

## 出身者
- 反町隆史（中退）[3]

## 公式サイト
- 公式HP